# Dalane

Okręg Rogaland:
obszar Dalane wyróżniony kolorem zielonym

Dalane – obszar w Norwegii, najbardziej wysunięta na południe część okręgu Rogaland; obejmuje gminy Eigersund, Sokndal, Lund i Bjerkreim, ma powierzchnię łącznie 1786 kilometrów kwadratowych, liczy sobie 24 080 mieszkańców (2020 r.), co stanowi odpowiednio 19,1% powierzchni i 5,0% ludności Rogalandu.
W sprawiającym wrażenie jałowego (co jest spowodowane skalnym podłożem) krajobrazie Dalane dominują wrzosowiska (na których znajdują się duże pastwiska owiec), często prawie nagie, oraz liczne, silnie rozgałęzione cieki oraz zbiorniki wodne. Na południu regionu podłoże skalne ulegające erozji atmosferycznej tworzy gruboziarnistą glebę, na północy i wschodzie natomiast w dolinach występują luźne osady i krajobraz jest bardziej zróżnicowany. Wysokości wzdłuż wybrzeża na południu są niewielkie, podczas gdy na obszarach północnych występują wzniesienia ponad 900 metrów nad poziomem morza. Najwyższe z nich to Stora Skykula na granicy między Eigersund i Bjerkreim oraz Vinjekula na granicy między Bjerkreim i Gjesdal (odpowiednio 906 i 907 m n.p.m.).
Największymi miejscowościami w regionie są: miasto Egersund oraz wsie Moi (gmina Lund), Hauge (gmina Sokndal) i Vikeså (gmina Bjerkreim). W tych czterech osadach mieszka 69 procent populacji Dalane (2020). Poza tym większość osad znajduje się wzdłuż wybrzeża i miejscami w dużych dolinach w głębi kraju. Wrzosowiska i obszary górskie regionu w dużej mierze pozostają niezamieszkane.
Dalane ma duże zasoby mineralne. W Sokndal zlokalizowana jest największa kopalnia w Norwegii (Titania AS), w której się wydobywa rudę ilmenit, a w Ørsdalen znajdują się także złoża wolframu, które obecnie nie są eksploatowane. W okolicy znajdują się również kamieniołomy, w tym między innymi zakład dostarczający biały labradoryt (położony na północny zachód od miejscowości Hellvik w Eigersund), a także złoża fosforu, wanadu i tytanu.